# Моноштор у повијести: до половице XX столећа
Моноштор у повијести : до половице XX столећа је стручна монографија аутора Марије и Мартина Шеремешић, објављена 2016. године у издању Удружења грађања "Урбани Шокци" и Градске библиотеке "Карло Бијелицки" из Сомбора.

## О ауторима
- Марија Шеремешић (Сомбор, 1948) је просветни радник у пензији. Врло је активна у Хрватском културно умјетничком друштву "Владимир Назор" у Сомбору; чланица је управе, председница Драмске и Литерарне секције, организатор је низ различитих приредби и манифестација у култури.[2]

## О књизи
Моноштор у повијести : до половице XX столећа је први дио трилогије која ће бити једна комплетна историја Бачког Моноштора. Други дио ове трилогије обухватит ће раздобље до половине XX века, а трећа ће бити од 50-тих година до данашњих дана.
Књига говори о историји Бачког Моноштора, места са већинским хрватским становништвом у Републици Србији. Књига је подељена на одломке који доносе податке о смештају Бачког Моноштора, о његовом развоју, исељавању и досељавању у Бачки Моноштор, о сакралним објектима, о историји школства, о културним и друштвеним установама, о хрватском певачком друштву Шокац, о улози кармелићана у моношторском животу, о познатим кармелићанима Каравину и Марину Марковићу и осталим прегаоцима који су оставили трага у моношторској историји.